# Venedy (Illinois)
Venedy – wieś w Stanach Zjednoczonych, w stanie Illinois, w hrabstwie Washington.